# Gali Atari
Avigail „Gali“ Atari (hebrejsky: אביגיל "גלי" עטרי; narozená 29. prosince 1953) je izraelská herečka a zpěvačka. V roce 1979 se stala společně s Milk and Honey vítězkou soutěže Eurovision Song Contest.

## Biografie
Narodila se v izraelském městě Rechovot. Na mezinárodní scéně se poprvé objevila roku 1971, když v Japonsku reprezentovala Izrael na World Popular Song Festival s písněmi All Free a Give Love Away. Téže soutěže se zúčastnila ještě v roce 1976, a to s písní The Same Old Game.
V roce 1978 vystoupila společně s Cvi Bumsem a Udi Spielmanem s písní Nesich hachlomot (hebrejsky: נסיך החלומות, Dream Prince) na festivalu Hacemer ha-Ivri, který je izraelským národním kvalifikačním kolem pro soutěž Eurovision Song Contest. Umístila se na třetím místě a následující rok se rozhodla zúčastnit znovu, tenrokráte jako ženská vokalistka se skupinou Milk and Honey. Národní kolo vyhráli a jejich píseň Halleluja reprezentovala Izrael na soutěži Eurovision Song Contest, která se toho roku konala 31. března v Jeruzalémě. S písní nakonec vyhráli celou soutěž. Atari nicméně se skupinou nezůstala a vydala se na sólovou dráhu.
V roce 1979 se objevila v izraelském filmu Dizengoff 99.
Má dvě sestry, Jonu Atari, která je rovněž zpěvačkou a herečkou, a Šoš Atari, která je izraelskou televizní osobností.

## Diskografie
- Milk & Honey with Gali, 1978
- Take Me Home, 1981
- Riding on the Wind, 1984
- Emtza September, 1986
- One Step More, 1988
- Genesis, 1989
- A collection, 1991
- The Next Day, 1992
- Signs, 1994
- Glida, 1998
- Songs that will Bring you Love, 2001
- Embrace Me, 2003